# Alex Kiwomya
Andrew Alexander Kiwomya (sinh ngày 20 tháng 5 năm 1996) là một cầu thủ bóng đá người Anh thi đấu ở vị trí tiền vệ chạy cánh và tiền đạo cho Stafford Rangers.